# Martí de Barcelona
Martí de Barcelona (Martin de Barcelone) est le nom religieux du capucin catalan Jaume Bagunyà i Casanovas (Barcelone, 1895 - Montcada i Reixac, 1936). Assassiné in odium fidei lors de la persécution religieuse de la guerre d'Espagne, il est vénéré comme bienheureux et martyr par l'Église catholique. 

## Biographie
Très tôt il devient novice dans l'ordre des Frères mineurs capucins, et part pour le couvent des Capucins de Sarrià. Il passe sa maîtrise en histoire à l'université catholique de Louvain et dès 1926, dirige la revue Estudios Franciscanos. 
En 1924, il édite la Història de la primacia de la seu de Tarragona (Histoire de la suprématie de la cathédrale de Tarragone), de Jaume Caresmar. Spécialisé dans l'œuvre de Francesc Eiximenis, il transcrit la Doctrina compendiosa en 1929, qui de fait, comme il a été prouvé ultérieurement, est attribuée à Francesc Eiximenis, alors que le livre est inspiré de sa pensée et de ses doctrines, n'est pas écrit directement par lui. Avec les capucins Norbert d’Ordal et Feliu de Tarragone, il transcrit trois-cent-cinquante-deux chapitres du Terç de Lo Crestià (1929-32). Il transcrit aussi son Ars Praedicandi Populo (Manuel pour la prédication des gens), qu'il découvrit à Cracovie. Il écrit en plus des articles sur la société et la culture catalane médiévale.
Il est assassiné par les anarchistes de la FAI au commencement de la Guerre civile espagnole. Il est béatifié à la cathédrale de Barcelone le 21 novembre 2015 avec d'autres religieux capucins assassinés pendant la persécution religieuse de 1936.

## Œuvres

### Éditions d'œuvres de Francesc Eiximenis
- Doctrina Compendiosa. Barcelona. Editorial Barcino. 1929. 157 pp. (ca) (Els Nostres Clàssics. Collection A no 24). Texte et notes par Martí de Barcelona, O.F.M. Cap.
- Terç del Crestià. Volum I. Barcelona. Editorial Barcino. 1929. 318 pp. (ca) (Els nostres clàssics. Collection B no 1. Texte et notes par Martí de Barcelona et Norbert d’Ordal, O.F.M. Cap.
- Terç del Crestià. Volum II. Barcelona. Editorial Barcino. 1930. 302 pp. (ca). Texte et notes par Martí de Barcelona et Norbert d’Ordal, O.F.M. Cap. Els nostres clàssics. Collection B no 2.
- Terç del Crestià. Volum III. Barcelona. Editorial Barcino. 1932. 296 pp. (ca). Texte et notes par Martí de Barcelona et Feliu de Tarragona, O.F.M. Cap. Els nostres clàssics. Collection B no 4.
- L’Ars Praedicandi de Fra Francesc Eiximenis. Martí de Barcelona, O.F.M. Cap. Dans Homenatge a Antoni Rubió i Lluch. Miscel·lània d’Estudis Literaris, Històrics i Lingüístics. Vol. II. Barcelona. 1936. 301-40. (la)

### Autres travaux
- Fra Francesc Eiximenis. O.M. (1340?-1409). La seva vida, els seus escrits, la seva personalitat literària. EF, XL. 1928. 437-500. (ca)
- L’Església i l’Estat segons Francesc Eiximenis (I). Criterion, VII. Octobre-Décembre 1931. 325-38. (ca)
- L’Església i l’Estat segons Francesc Eiximenis (II). Criterion, VIII. 1932. 337-47. (ca)
- Notes descriptives dels manuscrits medievals de la Biblioteca Nacional de Madrid. EF, XLV. 1933. 337-404. (ca)
- Catalunya vista per Francesc Eiximenis. EF, XLVI. 1934. 79-97. (ca)
- Nous documents per a la biografia d'Arnau de Vilanova. AST XI. 1935. 85-128. (ca)
- Regesta de documents arnaldians coneguts. EF, XLVII. 1935. 261-300. (ca)
- La cultura catalana durant el regnat de Jaume II. EF XCI (1990), 213-295; XCII (1991), 127-245 et 383-492. (ca)